# 持明院基信
持明院 基信 （じみょういん もとのぶ）は、室町時代の公卿。正四位下・持明院基繁の子。正三位・持明院基親の孫。官位は従三位・非参議。持明院家13代。

## 官歴
『公卿補任』による
- 応永28年（1421年） 某日：叙爵（従五位下）、信濃守
- 応永32年（1425年） 某日：蔵人、左近衛将監
- 永享10年（1438年） 正月某日：中務丞
- 嘉吉元年（1441年） 5月某日：従五位下。12月29日：従五位上
- 時期不明：能登守、右馬頭、弾正大弼
- 文明元年（1469年） 9月18日：従三位、非参議
- 文明2年（1470年） 7月1日：薨去

## 系譜
- 父：持明院基繁
- 母：不詳
- 生母不明の子女
  - 男子：持明院基春[1]（1453-1535）